# Mildred Cram
Mildred Cram (* 17. Oktober 1889 in Washington, D.C.; † 4. April 1985 in Santa Barbara, Kalifornien) war eine US-amerikanische Schriftstellerin und Drehbuchautorin, die ein Mal für den Oscar für die beste Originalgeschichte nominiert war.

## Leben
Mildred Cram hatte ihren ersten Erfolg mit der Kurzgeschichte Stranger Things, die 1921 in die Anthologie der Kurzgeschichten für den O.-Henry-Preis aufgenommen wurde. Sie begann ihre Laufbahn als Drehbuchautorin in der Filmwirtschaft Hollywoods 1926 bei der von Alfred Santell inszenierten romantischen Filmkomödie Die Braut am Scheidewege (Subway Sadie) mit Dorothy Mackaill, Jack Mulhall und Charles Murray in den Hauptrollen. Sie schuf bis 1960 die Vorlagen für rund zwanzig Filme, die teilweise auch auf ihre eigenen Romane Scotch Valley, Beachcomber, Tinfoil  oder The Promise sowie ihre Novelle The Feeder beruhten.
Bei der Oscarverleihung 1940 wurde Mildred Cram zusammen mit Leo McCarey für den Oscar für die beste Originalgeschichte nominiert, und zwar für das von McCarey inszenierte Melodram Ruhelose Liebe (Love Affair, 1939) mit Irene Dunne, Charles Boyer und Maria Ouspenskaya.

## Veröffentlichungen
- Old seaport towns of the South, 1917
- Lotus salad, 1920
- Stranger things, 1921
- The tide, 1924
- Scotch Valley, 1928
- Forever, Novelle, 1935
- Kingdom of innocents, 1940
- The promise, 1949
- Born in Time, 1972
- Sir, 1973

## Filmografie (Auswahl)
- 1926: Die Braut am Scheidewege (Subway Sadie)
- 1939: Ruhelose Liebe (Love Affair)
- 1940: Wundervolles Weihnachten (Beyond Tomorrow)
- 1957: Die große Liebe meines Lebens (An Affair to Remember)
- 1960: Im wilden Westen (Death Valley Days, Fernsehserie)